# Eugasteroides frater
Eugasteroides frater är en insektsart som först beskrevs av Kirby, W.F. 1896.  Eugasteroides frater ingår i släktet Eugasteroides och familjen vårtbitare. Inga underarter finns listade i Catalogue of Life.